# Надела
Надела је систем канала и река у северном делу Србије, на 81 километру десне притоке Дунава у Банатском региону Војводине.

## Ток
Надела потиче са Ботошке бране на каналу Дунав-Тиса-Дунав-Тамиш, на надморској висини од 73 метра. Ово је само прва од многих брана на речним токовима (Томашевац, Уздин, Путниково, Ковачица, Дебељача) чији канали воде у јужном правцу.
Близу Уздина, Наделине воде се користе за Уздински рибњак. Док Дебељача на Надели (у овом делу који се назива и Велики канал) ток, као права река, али после Дебељачког слива за потребе наводњавања, река се смањује по обиму и празни до нивоа потока, који у комбинацији са коришћењем воде за индустрију у Јабуци и Панчеву низводно и благим нагибом слива (површине 68 м) значи да без бране која гура воду, река ће престати да тече.
Надела наставља на југ, у близини (свако са својом браном) Црепаје, Јабуке, Панчева, Старчева, Омољице и Иванова, где се улива у Дунав.
Надела прима више притока и канала, углавном у последњој области: Веровца, Доловачког Бегеја, Црепајског канала, Средњег Бегеја, Поњавице, итд. Црепајски канал припада сливу Црног мора и није плован.

## Хидросистем
Цео ток Наделе је организован као један хидросистем. Вода се углавном користи за наводњавање око 45 km² обрадивог земљишта и за коришћење у индустријским објектима у Јабуци и Панчеву. Река се такође користи као дренажни канал за индустријске воде (посебно са снажно развијеним Панчевом), што доводи до Наделиног крајњег загађења у доњем току.
Низ брана служи за различите сврхе:
- у горњем делу, да би се спречило преливање Тамиша у време високог нивоа воде у влажним годинама.
- у централном делу, да се спречи Наделино проливање, у време кише и обиље подземних вода.
- у јужном делу, да би се спречило преливање Дунава у време високог нивоа воде и стално се регулише повратни ток воде Дунава као резултат изградње Ђердапске хидроелектране.